# Résolution 1244 du Conseil de sécurité des Nations unies
Membres permanents
- Chine
- États-Unis
- France
- Royaume-Uni
- Russie

Membres non permanents
- Argentine
- Bahrain
- Brésil
- Canada
- Gabon
- Gambie
- Malaisie
- Namibie
- Pays-Bas
- Slovénie

Résolution no 1243 Résolution no 1245
La résolution 1244 du Conseil de sécurité des Nations unies, votée le 10 juin 1999 par le Conseil de sécurité, est une résolution prise sous le chapitre VII de la Charte des Nations unies qui autorise un déploiement militaire et civil dans la province serbe du Kosovo dans le cadre d'une opération de maintien de la paix. Le Kosovo était alors membre de la République fédérale de Yougoslavie (RFY), qui elle-même n'était pas membre de l'ONU.
Elle intervient au lendemain du cessez-le-feu accepté par Belgrade et qui mettait fin à la guerre du Kosovo. Cette résolution, qui faisait suite aux résolutions 1199 et 1203 de septembre-octobre 1998, aboutit notamment à la création de la KFOR, sous contrôle de l'OTAN et mandatée par l'ONU, et de la Mission d'administration intérimaire des Nations unies au Kosovo.

## Exposé des motifs
« Résolu à remédier à la situation humanitaire qui existe au Kosovo » et à « faire en sorte que tous les réfugiés et personnes déplacées puissent rentrer chez eux en toute sécurité et liberté », le Conseil de sécurité précise que « la situation dans la région continue de constituer une menace pour la paix et la sécurité internationales ».
Dès l'automne 1999, Bernard Kouchner, représentant spécial du Secrétaire général et chef de la Mission d'administration intérimaire des Nations unies au Kosovo, élargissait la finalité de la mission, en déclarant:
« Il ne s'agit pas uniquement de rétablir la paix et d'assurer le retour de populations chassées par la guerre, mais de reconstruire une société complètement disloquée, de créer un environnement démocratique, de remettre sur pied une économie ruinée et d'assurer la renaissance d'une culture dont le droit à l'existence a trop longtemps été nié. »

## La résolution
Cela abouti à la création de la KFOR, une force multi-nationale sous le contrôle de l'OTAN et mandatée par l'ONU. Elle a pour objectif de stabiliser la région et de maintenir la paix entre les différentes factions dans le cadre de l'opération de maintien de la paix, appelé l'Opération Joint Guardian.
La résolution prévoit également la création de la Mission d'administration intérimaire des Nations unies au Kosovo qui se voit confier l'administration provisoire du territoire et des populations du Kosovo et l'établissement d'une structure politique temporaire. Son but est de faciliter l’instauration au Kosovo d’une autonomie et d’une auto-administration au sein de la Serbie, y compris par le biais d'une mission élargie de police civile (UNCIVPOL).
La KFOR tout comme la MINUK disposaient de pouvoirs de police large, dépassant le simple ordre public (ou police administrative) pour inclure les missions de police judiciaire. Cela leur permettaient notamment de décréter des couvre-feux ou d'établir des centres de détention et d'y détenir des personnes.
Ces missions ont d'ailleurs suscité des contentieux. Dans Behrami c. France et Saramati c. France, Allemagne et Norvège, 2006, la Cour européenne des droits de l'homme (CEDH) s'est néanmoins déclarée incompétente, suscitant la question du contrôle judiciaire quasi inexistant de cette mission de police, contrôle laissé à la seule discrétion des États participants.
L'article 10 définissait ainsi le rôle de la MINUK:

« Art. 10 : Autorise le Secrétaire général, agissant avec le concours des organisations internationales compétentes, à établir une présence internationale civile au Kosovo afin d'y assurer une administration intérimaire dans le cadre de laquelle la population du Kosovo pourra jouir d'une autonomie substantielle au sein de la République fédérale de Yougoslavie (aujourd'hui Serbie), et qui assurera une administration transitoire de même que la mise en place et la supervision des institutions d'auto-administration démocratiques provisoires nécessaires pour que tous les habitants du Kosovo puissent vivre en paix et dans des conditions normales; »

Elle a aussi pour tâche de veiller au bon déroulement du retour et à la sécurité des populations qui s'étaient réfugiées dans les pays limitrophes durant la guerre. De plus elle prend part à l'élaboration d'un processus politique visant à déterminer le futur statut du Kosovo et son degré d'autonomie.
Enfin la résolution réaffirme la souveraineté et l'intégrité territoriale de la République fédérale de Yougoslavie (RFY) — devenue plus tard la Communauté d'États Serbie-et-Monténégro le 4 février 2003, puis la Serbie le 5 juin 2006, le Monténégro ayant pris le 3 juin son indépendance reconnue le 8 juin par la Serbie  — et réclame le désarmement de l'Armée de libération du Kosovo (UCK).
La République populaire de Chine s'est abstenu.

## Critiques
Cependant, de nombreuses et virulentes critiques sont portées à l'encontre de cette résolution, jugée dramatique par une grande majorité de la population serbe, notamment dans les provinces du Kosovo et limitrophes. Celles-ci portent d'une part sur le problème du "Kosovo Serbe", considéré par les serbes comme le cœur historique du pays, et d'autre part, sur les conséquences de la résolution et de la mise sous tutelle internationale de la province.